# Ким Чхэк
Ким Чхэк (кор. 김책?, 金策?, также нередко Ким Чак; 14 августа 1903, город Сонджин, уезд Хаксон, провинция Хамгён-Пукто, Корея — 31 января 1951) — северокорейский политический и военный деятель, ближайший соратник Ким Ир Сена.

## Биография
Родился в бедной крестьянской семье. С юношеских лет принимал активное участие в борьбе против японских колонизаторов. В 1925 году вступил в Коммунистическую партию Кореи. После захвата японскими милитаристами северо-восточного Китая в 1931 году — один из руководителей корейского партизанского движения в северной Маньчжурии.

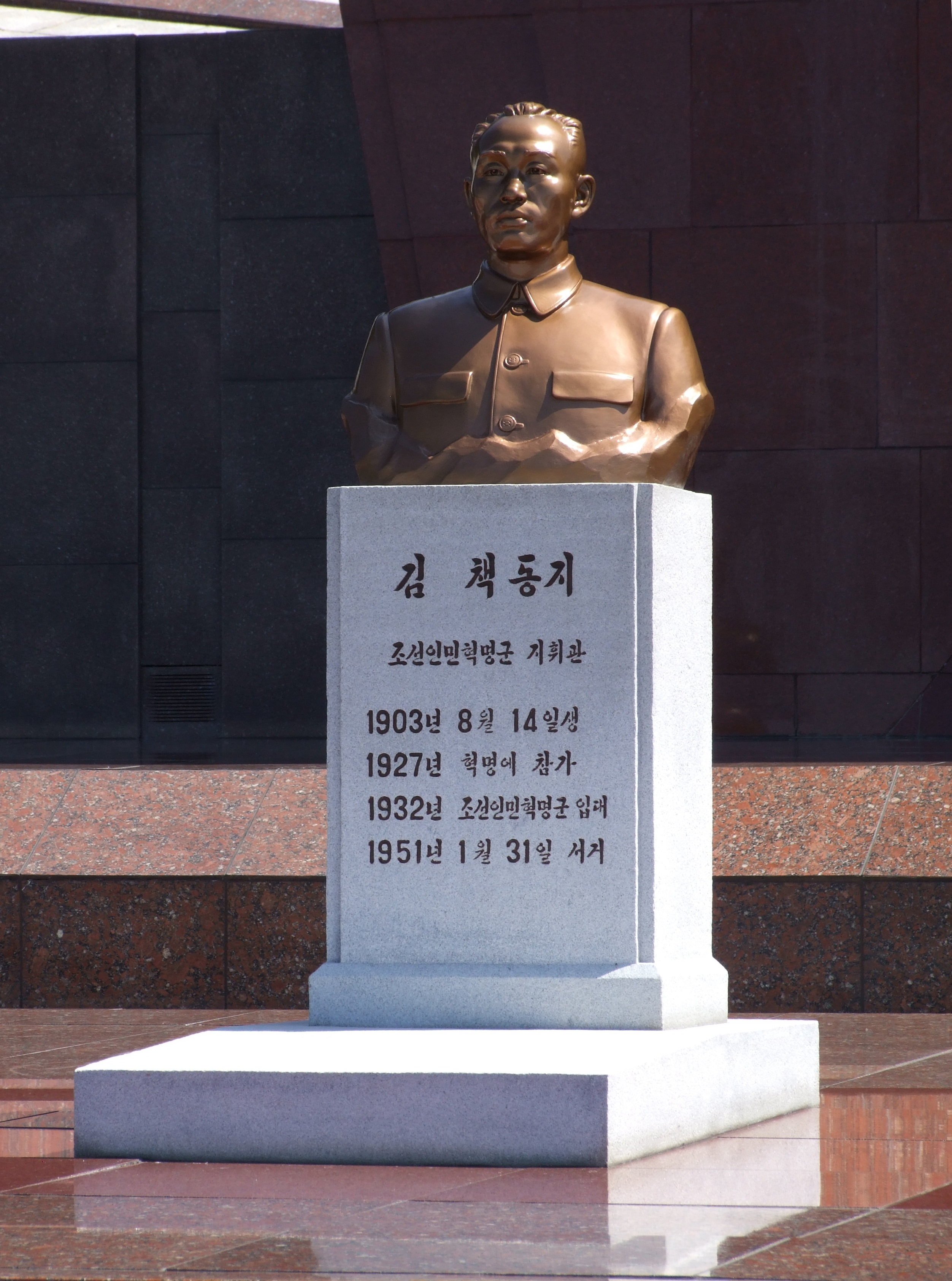
Бюст на могиле Ким Чхэка

С 1940 по 1941 год — участник хабаровского совещания вместе с Чжоу Баочжуном и другими партизанскими командирами. В ходе данного совещания впервые познакомился и близко сошелся с Ким Ир Сеном, действовавшим во главе корейского подразделения в южной Маньчжурии. Большую часть 1942 и 1943 годов командовал малым отрядом на занятой японцами территории, где вел боевые операции в том числе после создания 14 подразделения 88-й отдельной стрелковой бригады РККА. В 1944—1945 годах жил в СССР.
После освобождения Кореи в августе 1945 года и до 1946 года — начальник Пхеньянского военно-политического училища, заместитель председателя Народного комитета Северной Кореи и одновременно начальник департамента обороны. С сентября 1948 года — заместитель председателя Кабинета министров и министр промышленности КНДР. Член Политсовета ЦК Трудовой партии Кореи. В 1950 году, после начала войны в Корее, был назначен членом Военного комитета КНДР и командующим фронтом. Позже был смещен, как ответственный за поражение при обороне Инчхона. Умер 31 января 1951 года. Похоронен на мемориальном кладбище революционеров. Есть недоказанное мнение, что его смерть стала результатом борьбы за власть, и Ким Чхэк умер не от сердечного приступа, как было объявлено официально, а в результате газового отравления.
Ким Чхэк является национальным героем в КНДР. Его именем названо множество объектов, в том числе город Сонджин после его смерти был переименован в Кимчхэк. Политехнический университет имени Ким Чхэка в Пхеньяне, Сталелитейный завод им. Ким Чхэка и Народный стадион им. Ким Чхэка в Кимчхэке также названы в его честь.